# Makoto Taki

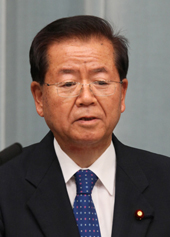
Makoto Taki, 2012

Makoto Taki (jap. 滝 実, Taki Makoto; * 15. September 1938 in Tokio, Präfektur Tokio) ist ein ehemaliger japanischer Politiker der Demokratischen Partei (ohne Faktion). Er war bis 2012 Mitglied des Abgeordnetenhauses, dem Unterhaus des nationalen Parlaments, für den 2. Wahlkreis Nara und 2012 Justizminister im zum zweiten Mal und dritten Mal umgebildeten Kabinett Noda.
Taki, Absolvent der rechtswissenschaftlichen Fakultät der Universität Tokio, wurde nach seinem Abschluss 1962 Beamter im Ministerium für Selbstverwaltung, für das er unter anderem in der Präfekturverwaltung von Nara und in der Abteilung für Steuerangelegenheiten (zeimu-kyoku) tätig war. 1981 wurde er unter Gouverneur Shigekiyo Ueda Vizegouverneur von Nara. 1995 übernahm er die Leitung der nationalen Feuer- und Katastrophenschutzbehörde. Seine Beamtenlaufbahn endete 1996, als er in die Politik wechselte.
Bei der Abgeordnetenhauswahl 1996 kandidierte Taki für die Liberaldemokratische Partei (LDP) im 2. Wahlkreis Nara und gewann mit rund 41 % der Stimmen. In der LDP schloss er sich der späteren Hashimoto-Faktion des damaligen Parteivorsitzenden Ryūtarō Hashimoto an. Nach der Restrukturierung der Zentralregierung 2001 erhielt er das neu geschaffene Amt eines seimujikan (parlamentarischer Staatssekretär) im ebenfalls neu eingerichteten Ministerium für Allgemeine Angelegenheiten, dem Nachfolger des Ministeriums für Selbstverwaltung; die Position hielt er bis April 2001 und erneut von Januar bis September 2002. Bei der Wahl 2003 verlor Taki seinen Wahlkreis an den Demokraten Tetsuji Nakamura (Ozawa-Gruppe), wurde aber über den Verhältniswahlblock Kinki wiedergewählt. Von 2004 bis 2005 (Kabinett Koizumi II (Umbildung)) war er Staatssekretär (fuku-daijin) im Justizministerium. Als Gegner der vom Parteivorsitzenden-Premierminister Jun’ichirō Koizumi betriebenen Postprivatisierung, kündigte Taki seinen Rücktritt als Staatssekretär an und stimmte im „Postparlament“ gegen das Postprivatisierungsgesetz. Bei den resultierenden Neuwahlen kandidierte er für die Neue Partei Japan von Yasuo Tanaka, verlor seinen Wahlkreis zwar abgeschlagen auf Platz drei, erhielt aber das einzige Verhältniswahlmandat der Partei in Kinki. In der neuen Partei wurde er zunächst Vizevorsitzender, später Vorsitzender des Exekutivrates (sōmukai).
Im Sommer 2007 verließ Taki die Neue Partei Japan im Streit mit Yasuo Tanaka über das Wahlprogramm für die Rätehauswahlen 2007 und schloss sich im Dezember desselben Jahres der Demokratischen Partei an. Für diese konnte er bei der Abgeordnetenhauswahl 2009 seinen Wahlkreis zurückgewinnen. Anschließend wurde er Vorsitzender des Justizausschusses, 2010 wechselte er in den Parteivorstand, 2011 erneut in den Vorstand des Justizausschusses. Im September 2011 wurde er nach dem Antritt des Kabinetts Noda wieder Staatssekretär im Justizministerium, im Juni 2012 löste er bei einer Kabinettsumbildung Justizminister Toshio Ogawa ab. Bei der dritten Umbildung am 1. Oktober 2012 wurde er wiederum durch Keishū Tanaka ersetzt. Nach dessen Rücktritt übernahm Taki den Posten wieder am 24. Oktober desselben Jahres.
Bei der Abgeordnetenhauswahl 2012 kandidierte Taki nicht mehr für ein Mandat.